# 努格扎尔·阿萨季阿尼
努格扎尔·阿萨季阿尼（1937年7月16日—1992年4月2日），生于伊梅雷蒂，苏联男子击剑运动员。他曾获得1964年夏季奥运会击剑比赛男子佩剑团体金牌。他于1992年在第比利斯去世。